# Natasha Baker
Natasha Louise Baker (Hammersmith e Fulham, 30 dicembre 1989) è una cavallerizza britannica, specialista nel para-dressage.
Ha vinto sei medaglie d'oro, due d'argento e due di bronzo ai Giochi paralimpici.

## Biografia
Natasha Baker è nata il 30 dicembre 1989 ad Hammersmith, Londra. A quattordici mesi ha contratto la mielite trasversa, che le ha causato dei danni al sistema nervoso privandola della sensibilità alle gambe.
Ha iniziato equitazione da bambina. Dal momento che non può usare le gambe, Baker utilizza la voce per comunicare con i propri cavalli i movimenti da eseguire.
A dieci anni decise che avrebbe partecipato alle paralimpiadi dopo aver guardato quelle del 2000 alla televisione, sogno che si realizzò dodici anni dopo, proprio nella sua città natale.
Baker infatti partecipò con Cabral (detto "JP"), il suo castrone di undici anni, alle paralimpiadi del 2012 a Londra e il binomio vinse due medaglie d'oro. Parteciparono poi alle paralimpiadi del 2016 a Rio de Janeiro, dove conquistarono altri tre ori. Tuttavia, il 26 febbraio 2017, Cabral morì a causa di un'infezione batterica.
In seguito alla morte del suo cavallo, Baker ha fatto per un periodo la commentatrice sportiva. Ha commentato insieme a Rupert Bell i campionati europei di dressage 2017, attività che ha continuato nel 2018 e 2019.
Baker e Keystone Dawn Chorus (detta "Lottie"), la sua nuova cavalla, parteciparono alle paralimpiadi del 2020 a Tokyo e vinsero una medaglia d'oro e due d'argento.
Nel giugno 2022 si è sposata e in seguito ha avuto un figlio. Dopo una pausa ha ripreso a gareggiare.
Baker e Dawn Chorus hanno partecipando alle paralimpiadi del 2024 a Parigi, dove hanno vinto due medaglie di bronzo.

## Palmarès
- Giochi paralimpici: 10
 Oro test individuale grado II (Londra 2012)
 Oro stile libero individuale grado II (Londra 2012)
 Oro test individuale grado II (Rio de Janeiro 2016)
 Oro stile libero individuale grado II (Rio 2016)
 Oro a squadre (Rio 2016)
 Oro a squadre (Tokyo 2020)
 Argento test individuale grado III (Tokyo 2020)
 Argento stile libero individuale grado III (Tokyo 2020)
 Bronzo test individuale grado III (Parigi 2024)
 Bronzo stile libero individuale grado III (Parigi 2024)
- Campionati mondiali di equitazione: 4
 Oro a squadre (Caen 2014)
 Argento test individuale grado II (Caen 2014)
 Argento test individuale grado III (Tryon 2018)
 Argento a squadre (Tryon 2018)